# Nethmi Poruthotage
Nethmi Ahinsa Fernando Poruthotage (ur. 17 czerwca 2004) – lankijska zapaśniczka walcząca w stylu wolnym. Zajęła dwudzieste miejsce na mistrzostwach świata w 2023 roku.
Dziesiąta na igrzyskach azjatyckich w 2022. Piąta na mistrzostwach Azji w 2024. Brązowa medalistka igrzysk wspólnoty narodów w 2022 roku. Trzecia na mistrzostwach Azji U-23 w 2025. Trzecia na MŚ i Azji juniorów w 2024 roku.